# Bhupen Hazarika

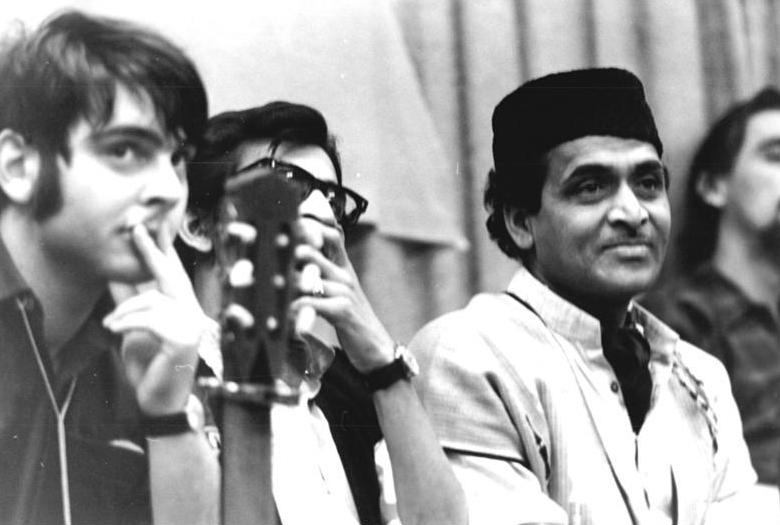
Bhupen Hazarika (rechts) auf dem Berliner Festival des politischen Lieds 1972 (links: Hartmut König)

Bhupen Hazarika (assamesisch: ভূপেন হাজৰিকা, Bhūpen Hājarikā; * 8. September 1926 in Sadiya, Assam; † 5. November 2011 in Mumbai, Maharashtra) war ein indischer Dichter, Komponist, Sänger, Schauspieler, Filmregisseur und journalistischer Autor.
Neben Assamesisch arbeitete er überwiegend in den Sprachen Bengalisch und Hindi. Er gehörte zu den Pionieren des assamesischen Films und galt als einer der bedeutendsten Kulturschaffenden des indischen Nordostens.

## Leben
Bhupen Hazarika hatte seinen ersten Filmauftritt als Kinderdarsteller in Jyotiprasad Agarwalas Indramalati (1939). Nach einem Abschluss an der Banaras Hindu University 1946 gründete er mit Agarwala, Bishnu Rabha und Phani Sarma das erste Provinzkomitee der Indian People’s Theatre Association (IPTA) in Assam. Mit dem Lied Mahatmer Mahaprayam veröffentlichte er 1948 seine erste Gesangsaufnahme. Als Liedtexter und Darsteller für Rabha und Sarmas Film Siraj (1948) begann seine Arbeit für den assamesischen Film. Danach ging er zu einem Postgraduiertenstudium in die USA, wo ihn der Sänger Paul Robeson inspirierte. 1952 schloss Hazarika dort mit einem Doktortitel an der Columbia University mit einer Arbeit über die Rolle der Massenkommunikation in der indischen Erwachsenenbildung ab. Nach seiner Rückkehr nach Indien lehrte Hazarika bis 1955 an der Gauhati University. Seitdem war er ausschließlich in der Film- und Musikindustrie tätig.
Hazarikas Regiedebüt Era Bator Sur (1955) handelt von der Liebe eines Wissenschaftlers und eines jungen Flötenspielers zur selben Frau. Der Film baut stark auf die kulturellen Traditionen der Arbeiter in Assams Teeplantagen und deren Volksmusik. Hazarika verfolgte schon mit diesem Film sein Ziel der Etablierung des assamesischen Films innerhalb der indischen Filmindustrie, indem er sowohl den Schauspieler Balraj Sahni als auch die Sängerin Lata Mangeshkar zur Mitwirkung bewegte. Seine Filme sind für ihre populäre Musik und den Einsatz renommierter Sänger bekannt; in Shakuntala (1961) sang Khagen Mahanta, in Pratidhwandi (1964) Talat Mahmood und in Chik Mik Bijuli (1969) Asha Bhosle, Kishore Kumar und Mukesh. Hazarikas eigenes musikalisches Engagement jenseits der Filmmusik hatte die Bewahrung der kulturellen Identität seiner Heimatregion zum Ziel. Er bemühte sich um die Aufführung von Volks- und religiöser Musik und tourte 1960 mit der Gruppe von Hemango Biswas durch von politischen Aufständen betroffene Gebiete Assams. In der Rolle eines Kulturbotschafter seines Landes nahm er als Delegierter an Konferenzen zu Musik, Darstellender Kunst und Film in allen Teilen der Welt teil. Er trat 1972 und 1973 beim Festival des politischen Liedes in der DDR auf und trug dort seine Lieder zur Befreiung Bangladeschs vor.

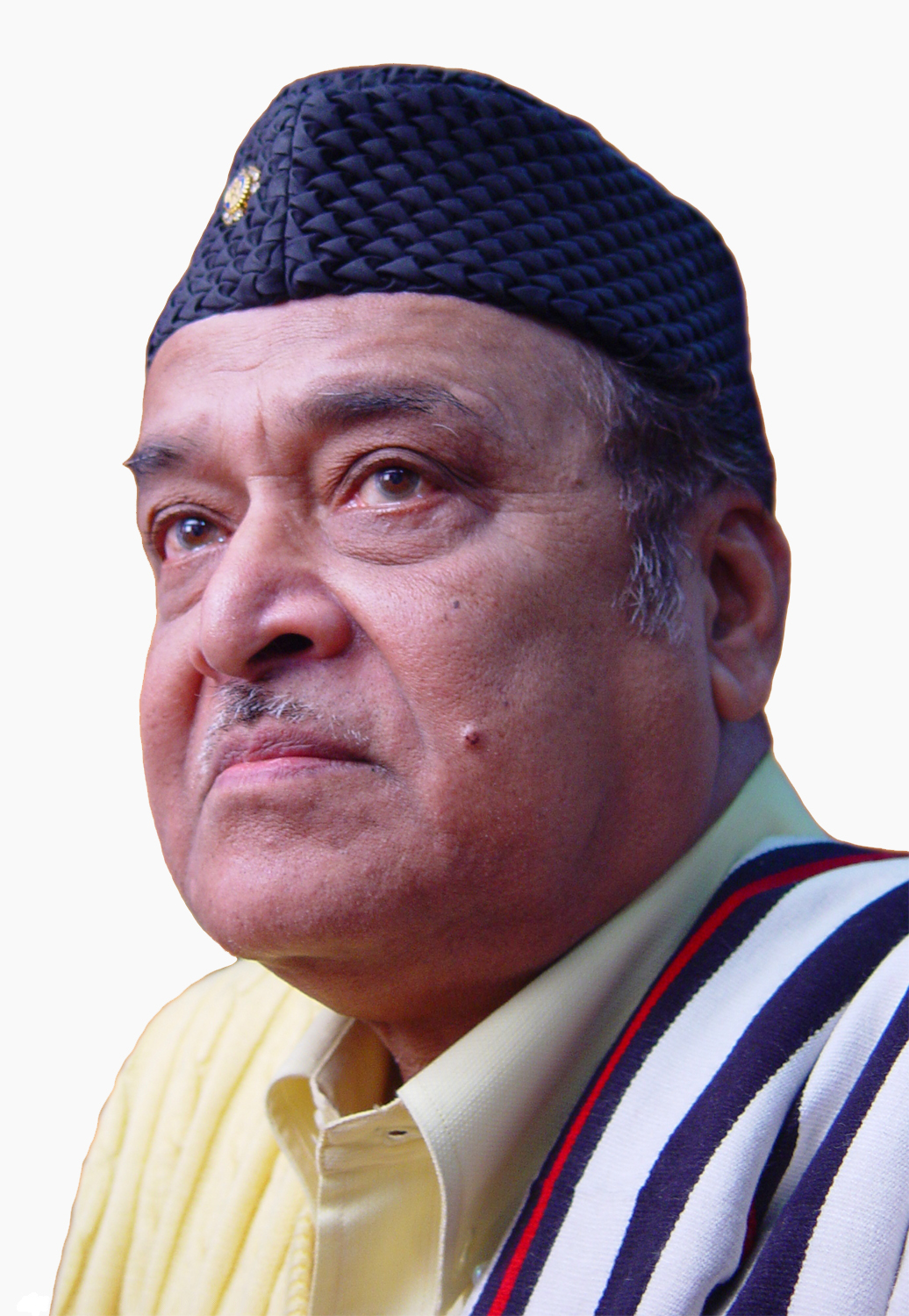
Bhupen Hazarika in späteren Jahren

1976 drehte Hazarika Mera Dharam Meri Maa auf Hindi – die erste Farbspielfilmproduktion des neu gegründeten Bundesstaates Arunachal Pradesh. Ab 1982 übernahm seine Lebenspartnerin und vormalige Assistentin Kalpana Lajmi Hazarikas Karrieremanagement und beteiligte ihn insbesondere in den 1980er und 1990er Jahren an ihren Fernseh- und Filmproduktionen. Im Auftrag des Informationsministeriums in Delhi produzierte er 1997 die 18-teilige Dokumentation Glimpses of the Misty East über die Entwicklung des indischen Nordostens in 50 Jahren staatlicher Unabhängigkeit. Hazarika war zuvor bereits mehrfach mit Dokumentarfilmen über musikalische und andere kulturelle Traditionen der Region in Erscheinung getreten.

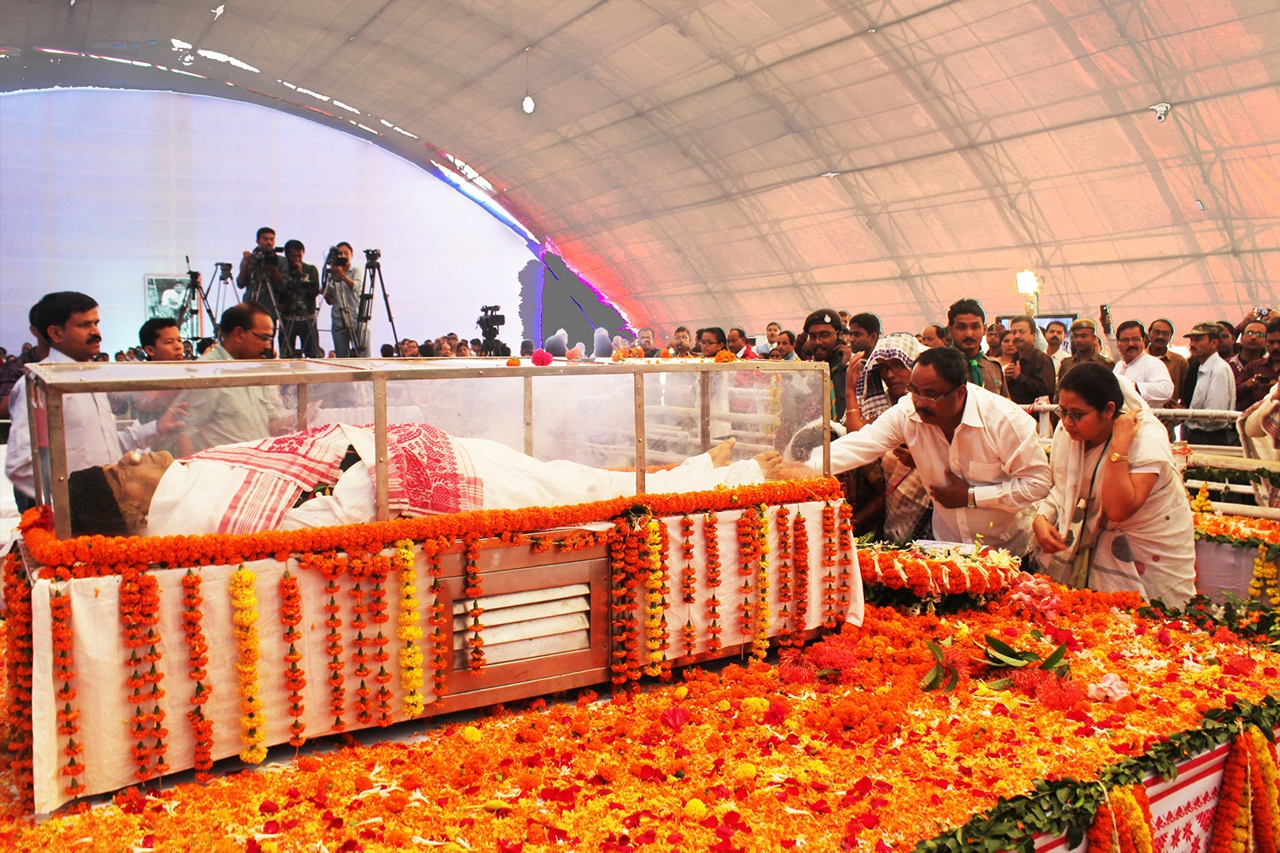
Ehrung des aufgebahrten Bhupen Hazarika (Nov. 2011)

Bhupen Hazarika schrieb Kolumnen für die Zeitschrift „Amar Pratinidhi“ (1963–80) und gab von 1964 bis 1967 das Kunstmagazin „Gati“ heraus. Er veröffentlichte mehrere Essaybände, Kurzgeschichte und Sammlungen seiner Lieder. 1993 war er Präsident der Assamesischen Schriftstellerversammlung.
Als unabhängiger Kandidat war Hazarika von 1967 bis 1972 Mitglied des Regionalparlaments in Assam für den Wahlkreis Naobricha. Bei der gesamtindischen Wahl 2004 kandidierte er im assamesischen Wahlkreis 7-Gauhati für die BJP, wurde aber nicht gewählt.

## Auszeichnungen (Auswahl)
Bhupen Hazarika wurde mit zahlreichen Auszeichnungen der indischen Zentral- und Regionalregierungen für seine musikalischen, filmischen und sonstigen kulturellen Beiträge bedacht.
- 1976: National Film Award als bester Komponist für Abdul Majids Chameli Memsaab
- 1977: Padma Shri
- 1987: Sangeet Natak Akademi Award für seinen Beitrag zur indischen Volksmusik[9]
- 1993: Dadasaheb Phalke Award für sein Lebenswerk im indischen Film
- 2001: Padma Bhushan
- 2008: Ernennung zum Fellow der Sangeet Natak Akademi[10]
- 2012: Padma Vibhushan (postum)
- 2019: Bharat Ratna (postum)

## Filmografie (Auswahl)

### Komponist
- 1955: Pioli Phukan
- 1955: Era Bator Sur
- 1956: Asamapta
- 1957: Dhumuha
- 1957: Kari-o-Komal
- 1957: Jiban Trishna
- 1958: Jonakir Alo
- 1959: Mahut Bandhu Re
- 1959: Kecha Sone
- 1959: Puwati Nishar Sapon
- 1960: Dui Bechara
- 1961: Shakuntala
- 1963: Maniram Dewan
- 1964: Pratidhwandi
- 1964: Ka Swarati
- 1966: Lati Ghati
- 1969: Chik Mik Bijuli
- 1971: Ekhane Pinjar
- 1974: Aarop
- 1974: Bristi
- 1974: For Whom the Sun Shines (Dokumentarfilm)
- 1975: Chameli Memsaab
- 1975: Khoj
- 1976: Dampati
- 1976: Mera Dharam Meri Maa
- 1976: Rupkonwar Jyotiprasad Aru Joymati
- 1976: Palasor Rong
- 1977: Banahansa
- 1977: Through Melody and Rhythm (Dokumentarfilm)
- 1978: Banjoi
- 1979: Mon Prajapati
- 1979: Chameli Memsahib
- 1979: Chhat Maiya Ki Mahima
- 1980: Akan
- 1981: Nagpash
- 1982: Aparoopa
- 1982: Apeksha
- 1985: Angikar
- 1986: Sankalpa
- 1986: Ek Pal
- 1986: Swikarokti (Kurzfilm)
- 1988: Siraj
- 1988: Lohit Kinare (Fernsehserie)
- 1992: Rudaali
- 1993: Pratimurti
- 1994: Sopan
- 1994: Gajamukta
- 1994: Papeeha
- 1995: Boumoni
- 1996: Mil Gayee Manzil Mujhe
- 1997: Saaz
- 1997: Do Rahain
- 1997: Darmiyan
- 2000: Gaja Gamini
- 2001: Daman: A Victim of Marital Violence
- 2003: Kyon?

### Regisseur
- 1955: Era Bator Sur
- 1958: Mahut Bandhu Re
- 1961: Shakuntala
- 1964: Pratidhwani
- 1964: Ka Swariti
- 1966: Lati Ghati
- 1969: Chik Mik Bijuli
- 1974: For Whom the Sun Shines (Dokumentarfilm)
- 1976: Mera Dharam Meri Maa
- 1976: Rupkonwar Jyotiprasad Aru Joymati
- 1977: Through Melody and Rhythm (Dokumentarfilm)
- 1979: Mon Prajapati
- 1986: Swikarokti (Kurzfilm)
- 1988: Siraj

### Sänger
- 1939: Indramalati
- 1948: Siraj
- 1948: Sati Behula
- 1955: Pioli Phukan
- 1956: Era Bator Sur
- 1961: Shakuntala
- 1973: Titash Ekti Nadir Naam
- 1979: Debdas
- 1986: Ek Pal
- 1988: Siraj
- 1992: Rudaali
- 1997: Darmiyan
- 2000: Gaja Gamini
- 2001: Daman: A Victim of Marital Violence
- 2006: Chingaari